# Idiocerus osborni
Idiocerus osborni är en insektsart som beskrevs av Metcalf 1966. Idiocerus osborni ingår i släktet Idiocerus och familjen dvärgstritar. Inga underarter finns listade i Catalogue of Life.